# La Grande Île (Archipel du Lac Saint-Pierre)
La Grande Île är en ö i Kanada.   Den ligger i provinsen Québec, i den sydöstra delen av landet, 220 km öster om huvudstaden Ottawa. Ön ligger i ögruppen Archipel du Lac Saint-Pierre i Saint Lawrencefloden.
Omgivningarna runt La Grande Île är en mosaik av jordbruksmark och naturlig växtlighet. Runt La Grande Île är det glesbefolkat, med 13 invånare per kvadratkilometer.